# Droylsden Football Club
El Droylsden Football Club es un club de fútbol inglés de la ciudad de Droylsden. Fue fundado en 1892 y recientemente descendido a la Northern Premier League.

## Palmarés

### Torneos nacionales
- Conference North (1):2007